# Ercheia subsignata
Ercheia subsignata là một loài bướm đêm trong họ Noctuidae.